# Atletiek op de Olympische Zomerspelen 2016 – 400 meter mannen
De 400 meter mannen op de Olympische Zomerspelen 2016 in Rio de Janeiro vond plaats op 12 augustus (series), 13 augustus (halve finales) en 14 augustus 2016 (finale). Regerend olympisch kampioen was Kirani James uit Grenada.

## Records
Voorafgaand aan het toernooi waren dit het wereldrecord en het olympisch record.
| Wereldrecord     | Michael Johnson | 43,18 | Sevilla | 26 augustus 1999 |
| Olympisch record | Michael Johnson | 43,49 | Atlanta | 29 juli 1996     |

Wayde van Niekerk verbrak het oude wereldrecord en daarmee dus ook het olympisch record.
Tijdens dit evenement zijn de volgende nationale records verbroken.
| Welk land          | Atleet         | Tijd  |
| ------------------ | -------------- | ----- |
| Slovenië           | Luka Janežič   | 45,07 |
| Bahrein            | Ali Khamis     | 44,36 |
| Trinidad en Tobago | Machel Cedenio | 44,01 |

## Uitslagen
Legenda:

Q - Gekwalificeerd door eindplaats

q - Gekwalificeerd door eindtijd

SR - Beste tijd gelopen in seizoen voor atleet

PR - Persoonlijk record atleet

NR - Nationaal record van atleet

OR - Olympisch record

WR - Wereldrecord

DQ - Gediskwalificeerd

DNS - Niet gestart

DNF - Niet gefinisht

### Series
Kwalificatieregels:
1. De drie snelsten van elke serie kwalificeerden zich direct voor de halve finales.
2. Van de overgebleven atleten kwalificeerden de drie snelsten zich ook voor de halve finales.

#### Serie 1
| Positie | Baan | Naam                   | Nationaliteit | Reactietijd | Uitslag | Opmerking |
| ------- | ---- | ---------------------- | ------------- | ----------- | ------- | --------- |
| 1       | 2    | Machel Cedenio         | TRI           | 0,179       | 44,98   | Q         |
| 2       | 7    | Gil Roberts            | USA           | 0,168       | 45,27   | Q         |
| 3       | 4    | Yoandys Lescay         | CUB           | 0,199       | 45,36   | Q, SB     |
| 4       | 6    | Fitzroy Dunkley        | JAM           | 0,176       | 45,66   |           |
| 5       | 3    | Kevin Borlée           | BEL           | 0,138       | 45,90   |           |
| 6       | 5    | Alberth Bravo          | VEN           | 0,205       | 46,15   |           |
| 7       | 1    | Alex Lerionka Sampao   | KEN           | 0,199       | 46,62   |           |
| 8       | 8    | Ousseini Djibo Idrissa | NIG           | 0,173       | 50,06   |           |

#### Serie 2
| Positie | Baan | Naam           | Nationaliteit | Reactietijd | Uitslag | Opmerking |
| ------- | ---- | -------------- | ------------- | ----------- | ------- | --------- |
| 1       | 4    | Bralon Taplin  | GRN           | 0,162       | 45,15   | Q         |
| 2       | 2    | Nery Brenes    | CRC           | 0,151       | 45,53   | Q         |
| 3       | 7    | Karabo Sibanda | BOT           | 0,166       | 45,56   | Q         |
| 4       | 1    | Matteo Galvan  | ITA           | 0,154       | 46,07   |           |
| 5       | 3    | Raymond Kibet  | KEN           | 0,234       | 46,15   |           |
| 6       | 6    | Mehboob Ali    | PAK           | 0,212       | 48,37   |           |
| 7       | 8    | Bachir Mahamat | CHA           | 0,188       | 48,59   |           |
| –       | 5    | Anas Beshr     | EGY           | 0,141       | DSQ     |           |

#### Serie 3
| Positie | Baan | Naam                     | Nationaliteit | Reactietijd | Uitslag | Opmerking |
| ------- | ---- | ------------------------ | ------------- | ----------- | ------- | --------- |
| 1       | 7    | Wayde van Niekerk        | RSA           | 0,147       | 45,26   | Q         |
| 2       | 2    | Luguelín Santos          | DOM           | 0,148       | 45,61   | Q         |
| 3       | 8    | Javon Francis            | JAM           | 0,172       | 45,88   | Q         |
| 4       | 6    | Jonathan Borlée          | BEL           | 0,162       | 46,01   |           |
| 5       | 3    | Alphas Kishoyian         | KEN           | 0,147       | 46,74   |           |
| 6       | 5    | Brandon Valentine-Parris | VIN           | 0,144       | 47,62   |           |
| –       | 4    | Alonzo Russell           | BAH           | 0,159       | DSQ     |           |

#### Serie 4
| Positie | Baan | Naam                | Nationaliteit | Reactietijd | Uitslag | Opmerking |
| ------- | ---- | ------------------- | ------------- | ----------- | ------- | --------- |
| 1       | 5    | Lalonde Gordon      | TRI           | 0,153       | 45,24   | Q         |
| 2       | 4    | Luka Janežič        | SLO           | 0,148       | 45,33   | Q         |
| 3       | 6    | Baboloki Thebe      | BOT           | 0,155       | 45,41   | Q         |
| 4       | 1    | Chris Brown         | BAH           | 0,147       | 45,56   | SB        |
| 5       | 2    | Martyn Rooney       | GBR           | 0,154       | 45,60   |           |
| 6       | 7    | Julian Jrummi Walsh | JPN           | 0,149       | 46,37   |           |
| 7       | 8    | Gustavo Cuesta      | DOM           | 0,143       | 46,92   |           |
| 8       | 3    | James Chiengjiek    | ROT           | 0,213       | 52,89   |           |

#### Serie 5
| Positie | Baan | Naam                 | Nationaliteit | Reactietijd | Uitslag | Opmerking |
| ------- | ---- | -------------------- | ------------- | ----------- | ------- | --------- |
| 1       | 8    | LaShawn Merritt      | USA           | 0,235       | 45,28   | Q         |
| 2       | 3    | Abdelalelah Haroun   | QAT           | 0,190       | 45,76   | Q         |
| 3       | 6    | Isaac Makwala        | BOT           | 0,242       | 45,91   | Q         |
| 4       | 2    | Vitaliy Butrym       | UKR           | 0,166       | 45,92   |           |
| 5       | 4    | Donald Blair-Sanford | ISR           | 0,163       | 46,06   |           |
| 6       | 5    | Deon Lendore         | TTO           | 0,201       | 46,15   |           |
| 7       | 7    | Hederson Estefani    | BRA           | 0,234       | 46,68   |           |

#### Serie 6
| Positie | Baan | Naam                 | Nationaliteit | Reactietijd | Uitslag | Opmerking |
| ------- | ---- | -------------------- | ------------- | ----------- | ------- | --------- |
| 1       | 6    | Kirani James         | GRN           | 0,156       | 44,93   | Q         |
| 2       | 5    | Rusheen McDonald     | JAM           | 0,179       | 45,22   | Q, SB     |
| 3       | 2    | Matthew Hudson-Smith | GBR           | 0,142       | 45,26   | Q         |
| 4       | 3    | David Verburg        | USA           | 0,167       | 45,48   | q         |
| 5       | 7    | Winston George       | GUY           | 0,186       | 45,77   |           |
| 6       | 8    | Diego Palomeque      | COL           | 0,159       | 46,48   |           |
| –       | 4    | Abbas Abubakar Abbas | BRN           | 0,192       | DSQ     |           |

#### Serie 7
| Positie | Baan | Naam                | Nationaliteit | Reactietijd | Uitslag | Opmerking |
| ------- | ---- | ------------------- | ------------- | ----------- | ------- | --------- |
| 1       | 7    | Ali Khamis          | BRN           | 0,161       | 45,12   | Q         |
| 2       | 1    | Steven Gardiner     | BAH           | 0,149       | 45,24   | Q         |
| 3       | 8    | Liemarvin Bonevacia | NED           | 0,142       | 45,49   | Q         |
| 4       | 5    | Rafał Omelko        | POL           | 0,177       | 45,54   | q         |
| 5       | 4    | Pavel Maslák        | CZE           | 0,183       | 45,54   | q         |
| 6       | 6    | Mohammad Anas       | IND           | 0,158       | 45,95   |           |
| 7       | 2    | Orukpe Erayokan     | NGR           | 0,180       | 47,42   | SB        |
| 8       | 3    | Yuzo Kanemaru       | JPN           | 0,144       | 48,38   |           |

### Halve finales
Kwalificatieregels:
1. De twee snelsten van elke halve finale kwalificeerden zich direct voor de finale.
2. Van de overgebleven atleten kwalificeerden de twee snelsten zich ook voor de finale.

#### Halve finale 1
| Positie | Baan | Naam                | Nationaliteit | Reactietijd | Uitslag | Opmerking |
| ------- | ---- | ------------------- | ------------- | ----------- | ------- | --------- |
| 1       | 4    | Kirani James        | GRN           | 0,144       | 44,02   | Q, SB     |
| 2       | 6    | LaShawn Merritt     | USA           | 0,271       | 44,21   | Q         |
| 3       | 2    | Karabo Sibanda      | BOT           | 0,174       | 44,47   | q, PB     |
| 4       | 7    | Luguelín Santos     | DOM           | 0,155       | 44,71   | SB        |
| 5       | 1    | Javon Francis       | JAM           | 0,170       | 44,96   |           |
| 6       | 5    | Nery Brenes         | CRC           | 0,181       | 45,02   |           |
| 7       | 8    | Liemarvin Bonevacia | NED           | 0,166       | 45,03   | SB        |
| 8       | 3    | Lalonde Gordon      | TRI           | 0,157       | 45,13   |           |

#### Halve finale 2
| Positie | Baan | Naam               | Nationaliteit | Reactietijd | Uitslag | Opmerking |
| ------- | ---- | ------------------ | ------------- | ----------- | ------- | --------- |
| 1       | 5    | Machel Cedenio     | TRI           | 0,243       | 44,39   | Q         |
| 2       | 3    | Wayde van Niekerk  | RSA           | 0,156       | 44,45   | Q         |
| 3       | 2    | Pavel Maslák       | CZE           | 0,185       | 45,06   | SB        |
| 4       | 6    | Luka Janežič       | SLO           | 0,154       | 45,07   | NR        |
| 5       | 1    | David Verburg      | USA           | 0,159       | 45,61   |           |
| 6       | 4    | Rusheen McDonald   | JAM           | 0,182       | 46,12   |           |
| 7       | 7    | Abdelalelah Haroun | QAT           | 0,173       | 46,66   |           |
| –       | 8    | Baboloki Thebe     | BOT           | n/a         | n/a     | DNS       |

#### Halve finale 3
| Positie | Baan | Naam                 | Nationaliteit | Reactietijd | Uitslag | Opmerking |
| ------- | ---- | -------------------- | ------------- | ----------- | ------- | --------- |
| 1       | 6    | Bralon Taplin        | GRN           | 0,171       | 44,44   | Q         |
| 2       | 8    | Matthew Hudson-Smith | GBR           | 0,143       | 44,48   | Q, PB     |
| 3       | 3    | Ali Khamis           | BRN           | 0,145       | 44,49   | q, NR     |
| 4       | 4    | Gil Roberts          | USA           | 0,151       | 44,65   | SB        |
| 5       | 5    | Steven Gardiner      | BAH           | 0,156       | 44,72   |           |
| 6       | 7    | Yoandys Lescay       | CUB           | 0,216       | 45,00   | PB        |
| 7       | 2    | Rafał Omelko         | POL           | 0,164       | 45,28   |           |
| 8       | 1    | Isaac Makwala        | BOT           | 0,173       | 46,60   |           |

### Finale
| Positie | Baan | Naam                 | Nationaliteit | Reactietijd | Uitslag | Opmerking |
| ------- | ---- | -------------------- | ------------- | ----------- | ------- | --------- |
| Goud    | 8    | Wayde van Niekerk    | RSA           | 0,181       | 43,03   | WR        |
| Zilver  | 6    | Kirani James         | GRN           | 0,134       | 43,76   | SB        |
| Brons   | 5    | LaShawn Merritt      | USA           | 0,204       | 43,85   | SB        |
| 4       | 3    | Machel Cedenio       | TRI           | 0,203       | 44,01   | NR        |
| 5       | 1    | Karabo Sibanda       | BOT           | 0,164       | 44,25   | PB        |
| 6       | 2    | Ali Khamis           | BRN           | 0,148       | 44,36   | NR        |
| 7       | 4    | Bralon Taplin        | GRN           | 0,181       | 44,45   |           |
| 8       | 7    | Matthew Hudson-Smith | GBR           | 0,138       | 44,61   |           |